# Памятник Шелихову (Шелехов)
Па́мятник Григо́рию Ива́новичу Ше́лихову в Ше́лехове — памятник на площади Металлургов в городе Шелехове, Иркутская область, Россия. Монумент установлен 5 декабря 1995 году к двухсотлетней годовщине со дня смерти Григория Шелихова.

## Описание
Памятник создан по проекту А. А. Ставского. Монумент высечен скульпторами Л. И. Сериковым и Е. Н. Барановым из большого куска гранита, взятого в горнорудном карьере близ станции Рассоха. Григорий Шелихов с прямой осанкой и серьёзным видом будто сливается с квадратным гранитным основанием. Он одет в мундир и треуголку, а его взгляд устремлён на восток. В обеих руках Шелихов держит свитки: правая согнута в локте (здесь свиток полностью свёрнут), а левая рука опущена (свиток побольше и частично развёрнут). К основанию памятника прилегает мраморная плита с выгравированным полным именем и годами жизни.